# Club Atlético Boca Juniors 1910
Questa voce raccoglie le informazioni riguardanti il Boca Juniors nelle competizioni della stagione 1910.

## Sintesi stagione
Nel 1910, nonostante l′arrivo di nuovi giocatori come Taggino, Garibaldi (uno dei primi fuoriclasse della storia della squadra)  e Ferreiro, il Boca Juniors non riesce nuovamente a raggiungere la Primera División, sconfitto in semifinale dal Racing di Avellaneda. L'avventura in Copa Bullrich si ferma invece subito alla prima partita, sconfitto dal Nacional.
Nel maggio 1910 si organizza un'amichevole con il River Plate a sostegno dei poveri del quartiere. In questa amichevole i componenti delle due squadre si mescolano fra loro, formando due squadre miste; una rara occasione di fratellanza fra le due squadre acerrime rivali del Superclásico.

## Maglie e sponsor
| 1ª divisa |

## Rosa
| N. |                       | Ruolo | Calciatore         |
| -- | --------------------- | ----- | ------------------ |
|    | Argentina (bandiera)  | C     | V. Agostino        |
|    | Argentina (bandiera)  | A     | J. Arias           |
|    | Argentina (bandiera)  | C     | Genaro Barreto     |
|    | Gibilterra (bandiera) | P     | José Belloc        |
|    | Argentina (bandiera)  | C     | Emilio Bonatti     |
|    | Uruguay (bandiera)    | D     | Luis Cerezo        |
|    | Argentina (bandiera)  | A     | José Corera        |
|    | Argentina (bandiera)  | A     | M. Cumel           |
|    | Argentina (bandiera)  | ?     | Manuel Feijóo      |
|    | Argentina (bandiera)  | D     | Ramón Ferreira     |
|    | Argentina (bandiera)  | A     | Francisco Fuentes  |
|    | Argentina (bandiera)  | D     | Juan Garibaldi     |
|    | Argentina (bandiera)  | A     | Aquiles Giovanelli |
|    | Argentina (bandiera)  | C     | Vicente Oñate      |
|    | Argentina (bandiera)  | D     | Ángel Palazzo      |

| N. |                       | Ruolo | Calciatore        |
| -- | --------------------- | ----- | ----------------- |
|    | Argentina (bandiera)  | A     | Julio Pastor      |
|    | Argentina (bandiera)  | C     | Alberto Penney    |
|    | Argentina (bandiera)  | A     | Arturo Penney     |
|    | Argentina (bandiera)  | D/C   | Máximo Pieralini  |
|    | Argentina (bandiera)  | A     | S. Politano       |
|    | Gibilterra (bandiera) | A     | Rafael Pratts     |
|    | Argentina (bandiera)  | C     | Juan Priano       |
|    | Argentina (bandiera)  | P     | J. Ramos          |
|    | Argentina (bandiera)  | C     | José Ruiz         |
|    | Argentina (bandiera)  | D     | Atilio Sana       |
|    | Argentina (bandiera)  | A     | Amílcar Spinelli  |
|    | Argentina (bandiera)  | A     | Francisco Taggino |
|    | Argentina (bandiera)  | A     | Indalecio Vázquez |
|    | Argentina (bandiera)  | C     | Marcelino Vergara |
|    | Argentina (bandiera)  | C     | Emilio Vitolo     |

## Calciomercato

### Operazioni esterne alle sessioni
| Acquisti         | Acquisti           | Acquisti         | Acquisti         |
| R.               | Nome               | da               | Modalità         |
| Altre operazioni | Altre operazioni   | Altre operazioni | Altre operazioni |
| R.               | Nome               | da               | Modalità         |
| ---------------- | ------------------ | ---------------- | ---------------- |
| C                | V. Agostino        | -                | -                |
| A                | J. Arias           | -                | -                |
| C                | Genaro Barreto     | -                | -                |
| A                | M. Cumel           | -                | -                |
| ?                | Manuel Feijóo      | -                | -                |
| D                | Ramón Ferreira     | -                | -                |
| A                | Francisco Fuentes  | -                | -                |
| D                | Juan Garibaldi     | -                | -                |
| C                | Vicente Oñate      | -                | -                |
| D                | Ángel Palazzo      | -                | -                |
| A                | Julio Pastor       | -                | -                |
| A                | S. Politano        | -                | -                |
| A                | Rafael Pratts      | -                | -                |
| P                | J. Ramos           | -                | -                |
| C                | José Ruiz          | -                | -                |
| A                | Amilcar Spinelli   | -                | -                |
| A                | Francisco Spinelli | -                | -                |
| A                | Indalecio Vázquez  | -                | -                |
| C                | Marcelino Vergara  | -                | -                |
| C                | Emilio Vitolo      | -                | -                |

| Cessioni         | Cessioni           | Cessioni         | Cessioni         |
| R.               | Nome               | a                | Modalità         |
| Altre operazioni | Altre operazioni   | Altre operazioni | Altre operazioni |
| R.               | Nome               | a                | Modalità         |
| ---------------- | ------------------ | ---------------- | ---------------- |
| D                | Donato Abbatángelo | -                | -                |
| C                | Fausto Amoedo      | -                | -                |
| A                | Francisco Diéguez  | -                | -                |
| A                | Juan Eloiso        | -                | -                |
| P/D/A            | José Farenga       | -                | -                |
| D/A              | Esteban Mercolino  | -                | -                |
| D                | Alberto Mignaburu  | -                | -                |
| A                | Pedro Moltedo      | -                | -                |
| C                | Francisco Priano   | -                | -                |
| C                | Guillermo Ryan     | -                | -                |

## Risultati

### Segunda División

#### Fase a gironi
| Buenos Aires 24 aprile 1910 1ª giornata           | Boca Juniors | 4 – 0 referto | Flores |  |
| \| \| \| \| \| Spinelli Pratts \| Marcatori \| \| |              |               |        |  |
|                                                   |              |               |        |  |
| Spinelli Pratts                                   | Marcatori    |               |        |  |

| Buenos Aires 8 maggio 1910 2ª giornata                | Boca Juniors | 1 – 1 referto | Nacional de Floresta |  |
| \| \| \| \| \| A.P. Penney \| Marcatori \| Sayanes \| |              |               |                      |  |
|                                                       |              |               |                      |  |
| A.P. Penney                                           | Marcatori    | Sayanes       |                      |  |

| Buenos Aires 5 giugno 1910 3ª giornata                              | Boca Juniors | 5 – 1 referto | Independiente II |  |
| \| \| \| \| \| Bonatti Pieralini Giovanelli \| Marcatori \| ?[3] \| |              |               |                  |  |
|                                                                     |              |               |                  |  |
| Bonatti Pieralini Giovanelli                                        | Marcatori    | ?             |                  |  |

| Buenos Aires 12 giugno 1910 4ª giornata       | Ferro Carril Oeste | 4 – 4 referto | Boca Juniors |  |
| \| \| \| \| \| ?[5] \| Marcatori \| Pratts \| |                    |               |              |  |
|                                               |                    |               |              |  |
| ?                                             | Marcatori          | Pratts        |              |  |

| Buenos Aires 19 giugno 1910 5ª giornata                     | Boca Juniors | 5 – 0 referto | S.S. Argentina |  |
| \| \| \| \| \| Priano Vergara Giovanelli \| Marcatori \| \| |              |               |                |  |
|                                                             |              |               |                |  |
| Priano Vergara Giovanelli                                   | Marcatori    |               |                |  |

| Buenos Aires 5 luglio 1910 6ª giornata                    | Boca Juniors | 3 – 0 referto | Instituto Americano |  |
| \| \| \| \| \| Cerezo Pieralini Pastor \| Marcatori \| \| |              |               |                     |  |
|                                                           |              |               |                     |  |
| Cerezo Pieralini Pastor                                   | Marcatori    |               |                     |  |

| Buenos Aires 10 luglio 1910 7ª giornata               | Nacional de Floresta | 2 – 1 referto | Boca Juniors |  |
| \| \| \| \| \| García Voto \| Marcatori \| Taggino \| |                      |               |              |  |
|                                                       |                      |               |              |  |
| García Voto                                           | Marcatori            | Taggino       |              |  |

| Buenos Aires 24 luglio 1910 9ª giornata                      | Racing Club (II) | 1 – 2 referto         | Boca Juniors |  |
| \| \| \| \| \| ?[7] \| Marcatori \| Garibaldi A.P. Penney \| |                  |                       |              |  |
|                                                              |                  |                       |              |  |
| ?                                                            | Marcatori        | Garibaldi A.P. Penney |              |  |

| Buenos Aires 31 luglio 1910 10ª giornata | Boca Juniors | 1 – 0 referto | Estudiantil Porteño |  |
| \| \| \| \| \| Pastor \| Marcatori \| \| |              |               |                     |  |
|                                          |              |               |                     |  |
| Pastor                                   | Marcatori    |               |                     |  |

| Buenos Aires 7 agosto 1910 5ª giornata                              | Ferro Carril Oeste | 1 – 3 referto                | Boca Juniors | Stadio del Gimnasia de Buenos Aires |
| \| \| \| \| \| ?[7] \| Marcatori \| Garibaldi A.P. Penney Pastor \| |                    |                              |              |                                     |
|                                                                     |                    |                              |              |                                     |
| ?                                                                   | Marcatori          | Garibaldi A.P. Penney Pastor |              |                                     |

| Buenos Aires 14 agosto 1910 11ª giornata            | Boca Juniors | 3 – 0 referto | Atlanta |  |
| \| \| \| \| \| Pastor Giovanelli \| Marcatori \| \| |              |               |         |  |
|                                                     |              |               |         |  |
| Pastor Giovanelli                                   | Marcatori    |               |         |  |

| Buenos Aires 28 agosto 1910 13ª giornata                                                    | Boca Juniors | 4 – 0 referto | Junin Institute |  |
| \| \| \| \| \| Pastor 10’ (rig.) A.P. Penney 15’ Spinelli 75’ Pastor 85’ \| Marcatori \| \| |              |               |                 |  |
|                                                                                             |              |               |                 |  |
| Pastor 10’ (rig.) A.P. Penney 15’ Spinelli 75’ Pastor 85’                                   | Marcatori    |               |                 |  |

| Arbitro: | Laforia |

|                                                     |           |                           |
| A.P. Penney 25’ Agostino 75’ (rig.) A.P. Penney 89’ | Marcatori | 34’ Dasso 55’ (rig.) Peña |

| Arbitro: | Farenga |

|   |           |         |
| ? | Marcatori | Taggino |

| Buenos Aires 25 settembre 1910 17ª giornata | Boca Juniors | 0 – 0 referto | Ferro Carril Oeste | \| Arbitro: \| Gondra \| |
| Arbitro:                                    | Gondra       |               |                    |                          |

| Arbitro: | Laforia |

|   |           |                                           |
| ? | Marcatori | Spinelli Pieralini A.P. Penney Giovanelli |

| Arbitro: | Gondra |

|   |           |   |
| ? | Marcatori | ? |

| Arbitro: | Dollenz |

| |           |  |
| Pastor 3’ Giovanelli 5’ Spinelli 12’ Pastor 30’ Giovanelli 61’ Giovanelli 72’ A.P. Penney 80’ Pastor 87’ | Marcatori |  |

| Arbitro: | Gondra |

|  |           |                                |
|  | Marcatori | Spinelli Pieralini A.J. Penney |

#### Spareggio finale Gruppo C
| Arbitro: | Gondra |

|                                       |           |  |
| Pastor 55’ Taggino 77’ Giovanelli 79’ | Marcatori |  |

#### Semifinali
| Arbitro: | Alfano |

|                  |           |                        |
| Pastor 5’ (rig.) | Marcatori | 44’ Frers 58’ A. Ohaco |

### Copa Bullrich

#### Prima fase
| Arbitro: | Oyerza |

|  |           |             |
|  | Marcatori | 31’ Sayanes |

## Statistiche

### Statistiche di squadra
| Competizione     | In casa | In casa | In casa | In casa | In casa | In casa | In trasferta | In trasferta | In trasferta | In trasferta | In trasferta | In trasferta | Totale | Totale | Totale | Totale | Totale | Totale | DR  |
| Competizione     | G       | V       | N       | P       | Gf      | Gs      | G            | V            | N            | P            | Gf           | Gs           | G      | V      | N      | P      | Gf     | Gs     | DR  |
| ---------------- | ------- | ------- | ------- | ------- | ------- | ------- | ------------ | ------------ | ------------ | ------------ | ------------ | ------------ | ------ | ------ | ------ | ------ | ------ | ------ | --- |
| Segunda División | 12      | 9       | 2       | 1       | 39      | 4       | 8            | 6            | 0            | 2            | 21           | 12           | 20     | 15     | 2      | 3      | 60     | 16     | +44 |
| Copa Bullrich    | 1       | 0       | 0       | 1       | 0       | 1       | 0            | 0            | 0            | 0            | 0            | 0            | 1      | 0      | 0      | 1      | 0      | 1      | -1  |
| Totale           | 13      | 9       | 2       | 2       | 39      | 5       | 8            | 6            | 0            | 2            | 21           | 12           | 21     | 15     | 2      | 3      | 60     | 16     | +43 |

### Statistiche individuali
| Giocatore     | Segunda División | Segunda División | Segunda División | Segunda División | Copa Bullrich | Copa Bullrich | Copa Bullrich | Copa Bullrich | Totale   | Totale | Totale      | Totale     |
| Giocatore     | Presenze         | Reti             | Ammonizioni      | Espulsioni       | Presenze      | Reti          | Ammonizioni   | Espulsioni    | Presenze | Reti   | Ammonizioni | Espulsioni |
| ------------- | ---------------- | ---------------- | ---------------- | ---------------- | ------------- | ------------- | ------------- | ------------- | -------- | ------ | ----------- | ---------- |
| A. Agostino   | 1                | 1                | 0                | 0                | 0             | 0             | 0             | 0             | 1        | 1      | 0           | 0          |
| J. Arias      | 1                | 0                | 0                | 0                | 0             | 0             | 0             | 0             | 1        | 0      | 0           | 0          |
| G. Barreto    | 1                | 0                | 0                | 0                | 0             | 0             | 0             | 0             | 1        | 0      | 0           | 0          |
| J. Belloc     | 20               | -15              | 0                | 0                | 1             | -1            | 0             | 0             | 21       | -16    | 0           | 0          |
| E. Bonatti    | 4                | 1                | 0                | 0                | 0             | 0             | 0             | 0             | 4        | 1      | 0           | 0          |
| L. Cerezo     | 20               | 1                | 0                | 0                | 0             | 0             | 0             | 0             | 20       | 1      | 0           | 0          |
| J. Corera     | 4                | 0                | 0                | 0                | 0             | 0             | 0             | 0             | 4        | 0      | 0           | 0          |
| M. Cumel      | 1                | 0                | 0                | 0                | 0             | 0             | 0             | 0             | 1        | 0      | 0           | 0          |
| M. Feijóo     | 2                | 0                | 0                | 0                | 0             | 0             | 0             | 0             | 2        | 0      | 0           | 0          |
| R. Ferreira   | 4                | 0                | 0                | 0                | 0             | 0             | 0             | 0             | 4        | 0      | 0           | 0          |
| F. Fuentes    | 1                | 0                | 0                | 0                | 0             | 0             | 0             | 0             | 1        | 0      | 0           | 0          |
| J. Garibaldi  | 16               | 2                | 0                | 0                | 1             | 0             | 0             | 0             | 17       | 2      | 0           | 0          |
| A. Giovanelli | 21               | 13               | 0                | 0                | 1             | 0             | 0             | 0             | 22       | 13     | 0           | 0          |
| V. Oñate      | 1                | 0                | 0                | 0                | 0             | 0             | 0             | 0             | 1        | 0      | 0           | 0          |
| Á. Palazzo    | 1                | 0                | 0                | 0                | 0             | 0             | 0             | 0             | 1        | 0      | 0           | 0          |
| J. Pastor     | 19               | 12               | 0                | 0                | 1             | 0             | 0             | 0             | 20       | 12     | 0           | 0          |
| M. Pieralini  | 21               | 4                | 0                | 0                | 1             | 0             | 0             | 0             | 22       | 4      | 0           | 0          |
| A.J. Penney   | 15               | 1                | 0                | 0                | 1             | 0             | 0             | 0             | 16       | 1      | 0           | 0          |
| A.P. Penney   | 20               | 9                | 0                | 0                | 1             | 0             | 0             | 0             | 21       | 9      | 0           | 0          |
| S. Politano   | 1                | 0                | 0                | 0                | 0             | 0             | 0             | 0             | 1        | 0      | 0           | 0          |
| R. Pratts     | 4                | 5                | 0                | 0                | 1             | 0             | 0             | 0             | 5        | 5      | 0           | 0          |
| J. Priano     | 10               | 1                | 0                | 0                | 1             | 0             | 0             | 0             | 11       | 1      | 0           | 0          |
| J. Ramos      | 1                | -1               | 0                | 0                | 0             | 0             | 0             | 0             | 1        | -1     | 0           | 0          |
| J. Ruiz       | 5                | 0                | 0                | 0                | 0             | 0             | 0             | 0             | 5        | 0      | 0           | 0          |
| A. Sana       | 1                | 0                | 0                | 0                | 1             | 0             | 0             | 0             | 2        | 0      | 0           | 0          |
| A. Spinelli   | 20               | 7                | 0                | 0                | 1             | 0             | 0             | 0             | 21       | 7      | 0           | 0          |
| F. Taggino    | 10               | 3                | 0                | 0                | 0             | 0             | 0             | 0             | 10       | 3      | 0           | 0          |
| I. Vázquez    | 2                | 0                | 0                | 0                | 0             | 0             | 0             | 0             | 2        | 0      | 0           | 0          |
| M. Vergara    | 5                | 1                | 0                | 0                | 0             | 0             | 0             | 0             | 5        | 1      | 0           | 0          |
| E. Vitolo     | 1                | 0                | 0                | 0                | 0             | 0             | 0             | 0             | 1        | 0      | 0           | 0          |